# Alte Kirche (Bönen)
Die Alte Kirche ist ein denkmalgeschütztes Kirchengebäude in der Gemeinde Bönen im Kreis Unna in Nordrhein-Westfalen. Sie steht umgeben von einem Kirchplatz mit Linden und teilweise alter Fachwerkbebauung weithin sichtbar auf der Bönener Höhe. Die evangelische Gemeinde unierten Bekenntnisses gehört zum Kirchenkreis Hamm.

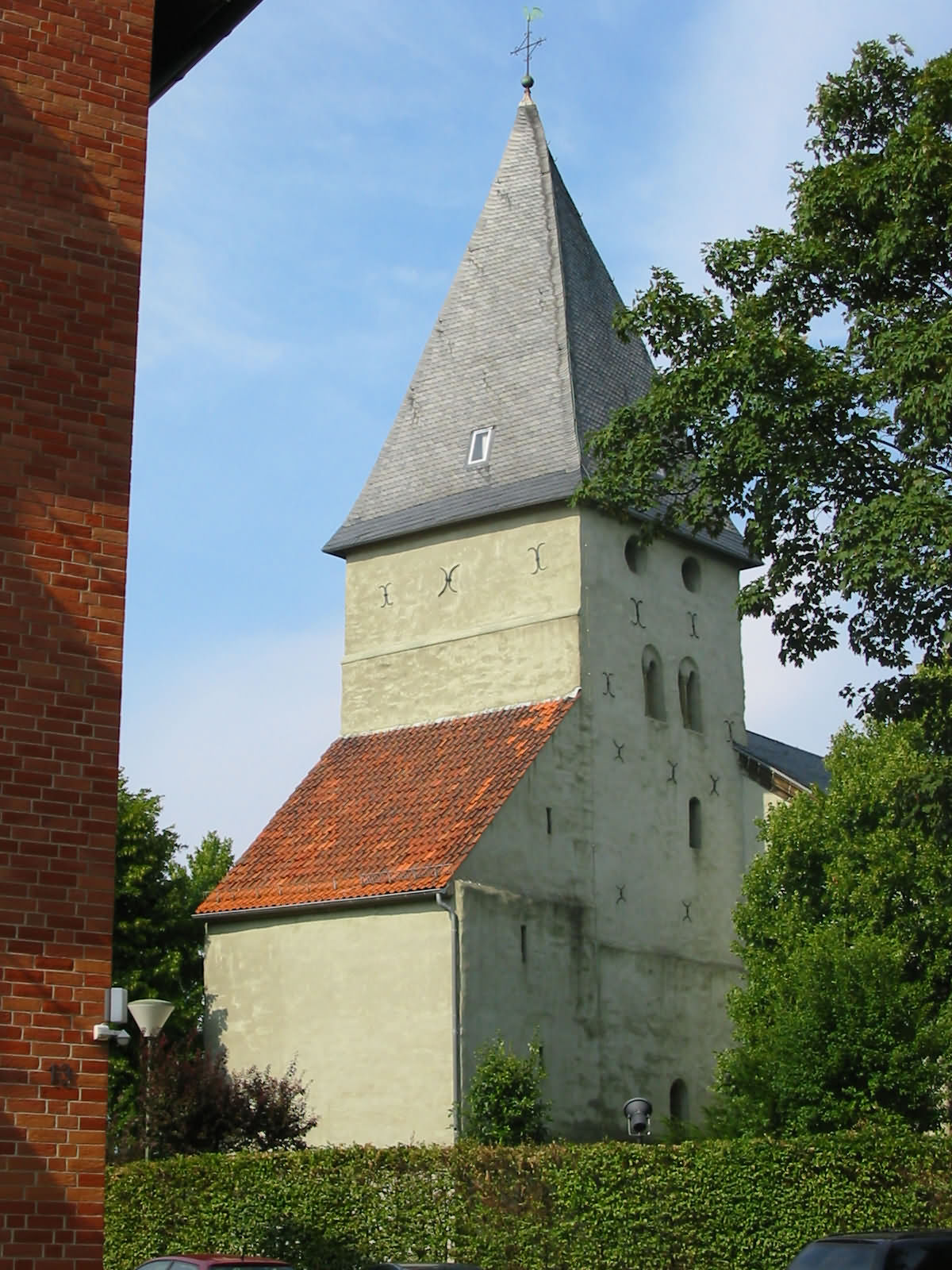
Turm der Alten Kirche Bönen

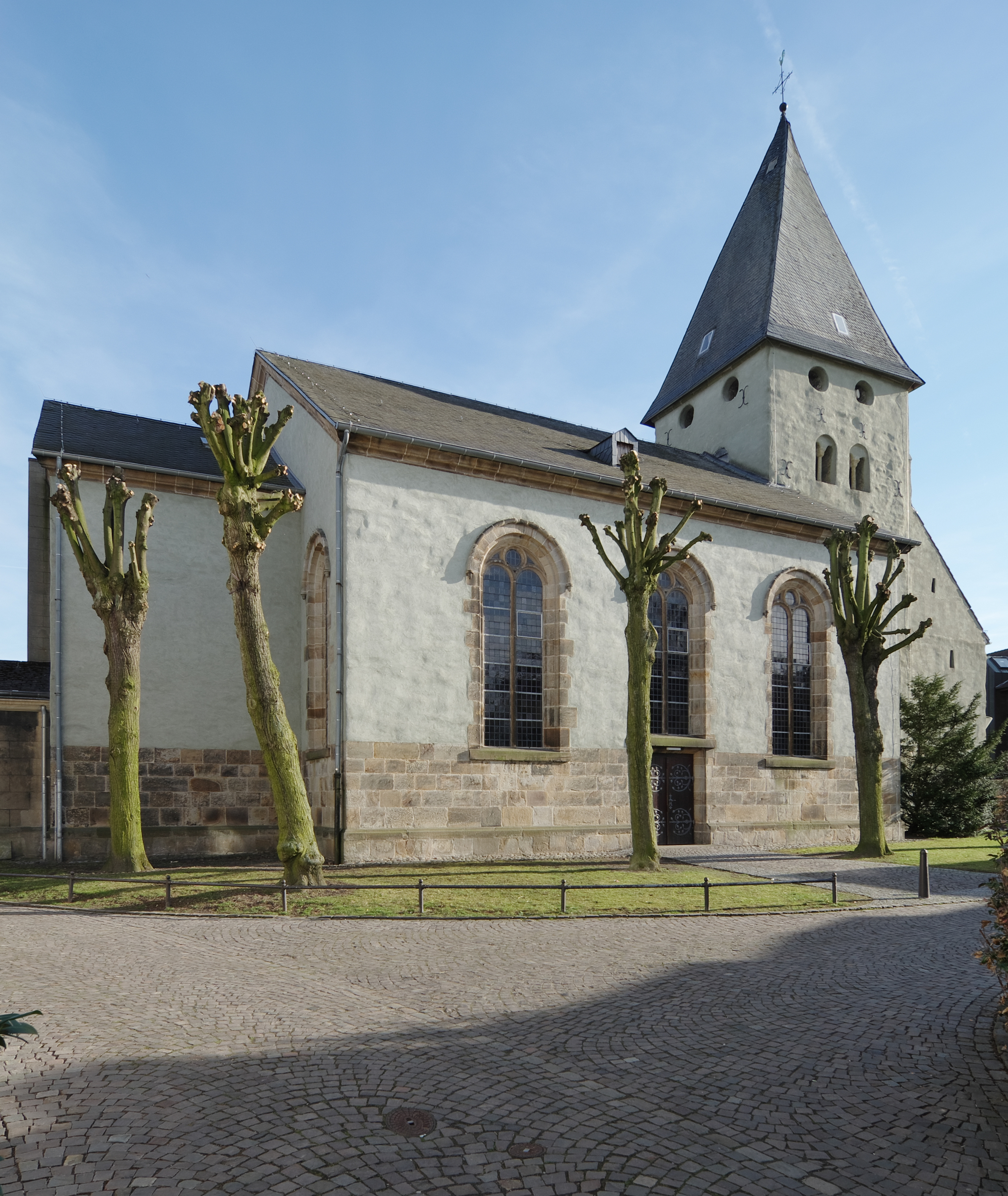
Nordseite der Kirche

## Ursprünge
Die erste schriftliche Erwähnung findet die Alte Kirche in einer Urkunde des Jahres 1032, als der Erzbischof Pilgrim von Köln dem Kloster in Deutz unter mehreren Kirchen zwischen Ruhr und Lippe auch die von Boine (Bönen) schenkte. Diese Schenkung wird im Jahr 1161 durch eine Bulle des Papstes Urban IV. bestätigt. Patronin der Kirche war die hl. Agatha. Die eigentliche Kirchgründung erfolgte jedoch früher, so wird als erste Kirche eine einfache Holzkirche auf der Bönener Höhe gestanden haben, deren Bau in der Zeit Karls des Großen um das Jahr 800 anzusetzen ist. Diese muss aber bereits wenig später einer Steinkirche gewichen sein. Denn bei Abbrucharbeiten der ca. 1150 errichteten spätromanischen oder gotischen Gewölbekirche im Jahre 1836 für die jetzige Kirche fand man innerhalb ihrer Umfassungsmauern Fundamente einer noch schmaleren Kirche. Die Gewölbekirche aus dem 12. Jahrhundert, die der jetzigen Kirche an Größe gleichwertig war, konnte durch eine rundbogige Doppelarkade, die jetzt vermauert ist, durch den Turm betreten werden, daneben gab es noch je einen Eingang auf der Nord- und Südseite. Die Kirche besaß ein Hauptschiff und zwei Seitenschiffe mit Bogengewölben, die von Rundpfeilern getragen wurden. Die Seitenschiffe waren mit Emporen ausgestattet, die Empore auf der Südseite gehörte einst dem Rittergeschlecht derer von Boynen. Im ebenfalls von einem Bogengewölbe überspannten Chorraum befand sich ein steinerner Altar, an der südöstlichen Ecke davor die Kanzel. Als Anbau schloss sich östlich des Chores eine Sakristei an. An der Rückwand zum Turm befand sich eine Empore für die Orgel.

## Der heutige Kirchbau

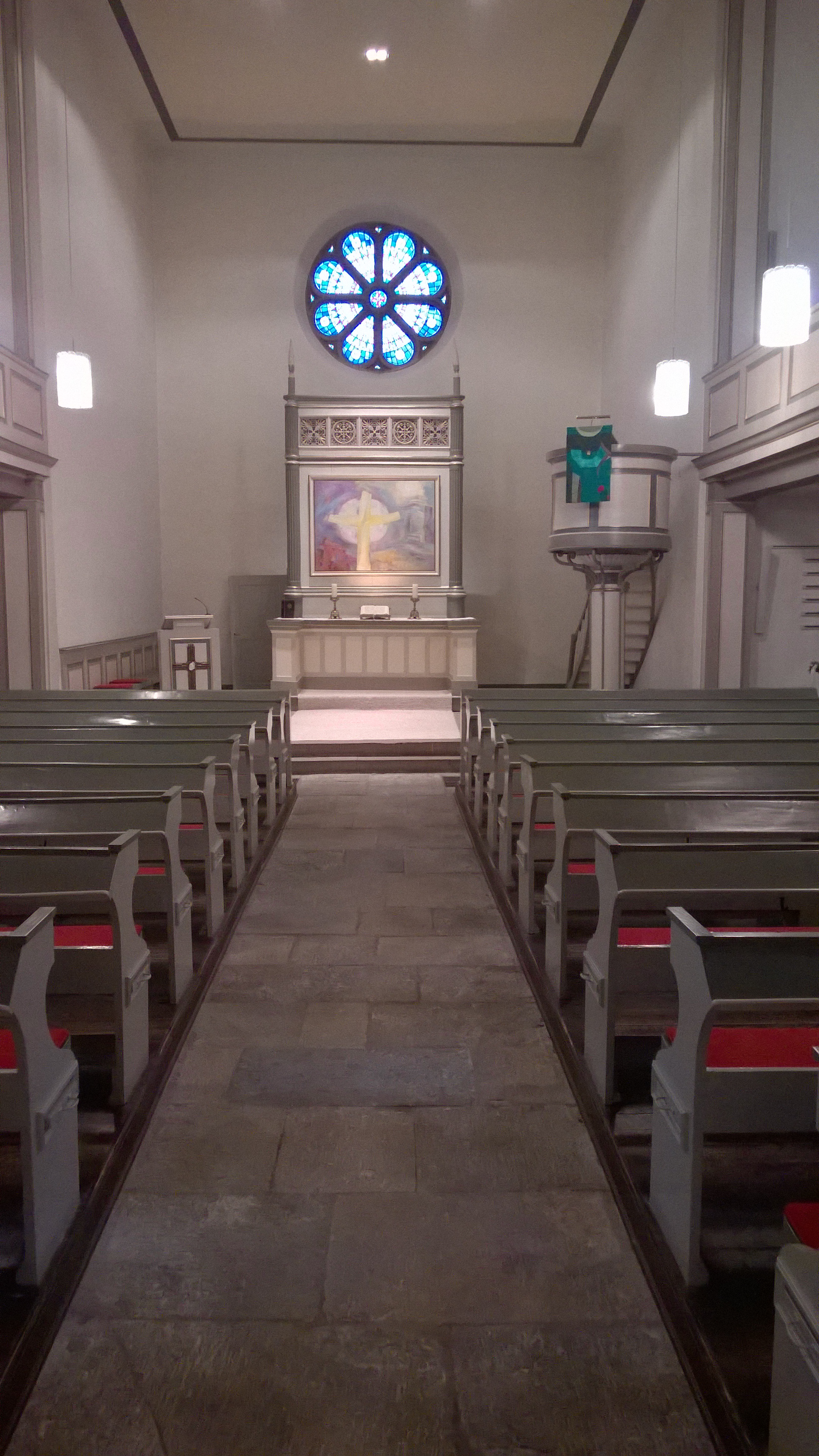
Innenraum, Blick zum Altar

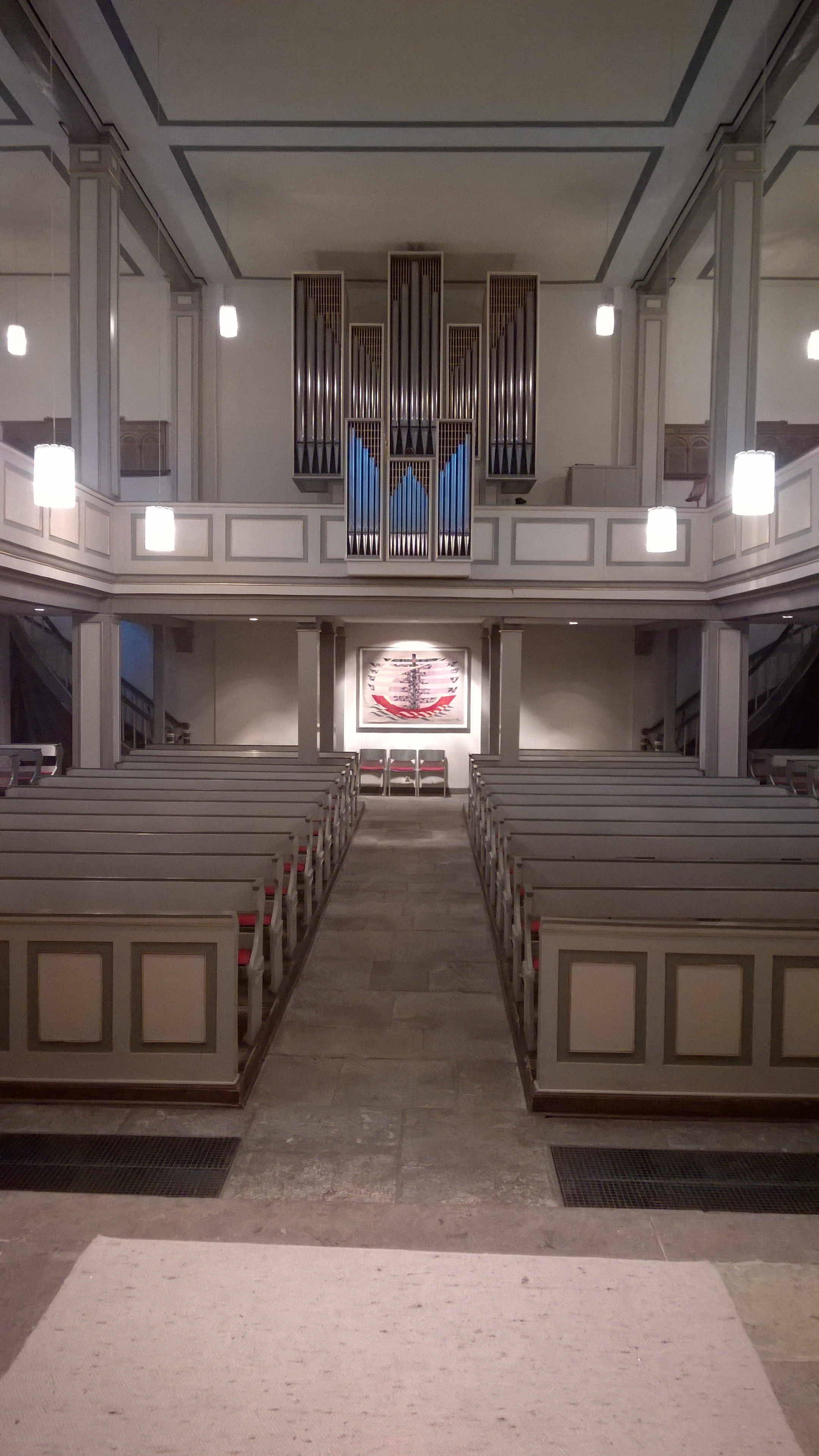
Innenraum, Blick zur Orgelempore

Die jetzige Kirche entstand nach Plänen des Soester Baurats Friedrich Wilhelm Buchholz aus Sandsteinquadern und wurde 1846 eingeweiht. Das Haupt- und die beiden Nebenschiffe weisen einen quadratischen Grundriss von 17,5 m Seitenlänge unter einem gemeinsamen Satteldach auf, der Chorraum hat mit 5,75 × 6,35 m einen rechteckigen Grundriss, er ist mit einem niedrigeren Satteldach versehen. Eine Sakristei in Form eines Hexagon wurde im Jahr 1904 an die Ostwand des Chores angebaut. Die Nord- und Südseite der Kirche sind durch jeweils drei hohe Rundbogenfenster gegliedert, unter den mittleren Fenstern befindet sich das Nord- bzw. Südportal. Auf der Ostseite befindet sich je rechts und links des Chorraumes noch ein Rundbogenfenster. Die Ostseite des Chores ziert eine mit Buntglas versehene große Rosette in Form eines romanischen Radfensters. Der fast 9 m hohe Innenraum der Kirche ist durch eine an Nord-, West- und Südseite umlaufende Empore mit 4 m Tiefe gegliedert, deren Holzbrüstung mit Kassetten geschmückt ist. Ebenfalls mit Kassetten geschmückt sind die Verkleidungen der acht Holzpfeiler, die die Emporen und die Decke tragen. Der große Altar im Chorraum stellt in seiner Form einen Königsthron dar.

## Der Turm
Der romanische Kirchturm ist das älteste Baudenkmal der Gemeinde Bönen; er stammt vermutlich aus der Mitte des 12. Jahrhunderts. Sein Grundriss beträgt 6,75 × 7,5 m, mit Turmhelm erreicht er eine Höhe von 33 m. Seine Seitenwände sind in fünf Ebenen gegliedert, unten matte Rundbogenblenden, darüber ein Rundbogenfenster in einer Nische mit Rundbogenfriesen, in der dritten Ebene zwei Rundbogenfenster, darüber zwei breitere Rundbogenfenster mit runder Mittelsäule und gedrungenen Kapitellen und in der fünften Ebene zwei Oculi. Darüber befindet sich ein Kranzsims aus Wulst, Kehle und Platte. Westlich des Turmes wurde später ein im Grundriss 4,5 × 7,5 m messender Vorbau mit hoch aufragendem Pultdach angebaut. Dieser weist in drei Ebenen schmale sich nach außen verengende Fensterschlitze nach Art eines Verteidigungsbauwerkes auf. Da der ursprüngliche Westeingang des Turmes erniedrigt und an die Türhöhe des Vorbauwerkes angepasst wurde, wird der Turm mit Vorbau im Spätmittelalter auch als Rückzugs- und Verteidigungsort genutzt worden sein. Ritter Ludolf von Boinen war um 1200 der treue Kanzler Graf Adolfs von der Mark. Turm mit Vorbau waren somit in das Befestigungssystem des auch mit Wassergräben umgebenen alten Rittersitzes derer von Boinen einbezogen.

## Die Glocken
Auf der vierten Ebene des Turmes hängen in einem im Jahr 1425 errichtetem dreigefachigen Glockenstuhl drei Bronzeglocken in Holzjochen aus Eiche:
Glocke 1: Name: Maria, Schlagton: e´ + 11, Durchmesser: 1160 mm, Giesser: Wolter Westerhues, Gussjahr: 1533.
Glocke 2: Name: S. Agatha Schlagton: f´ - 1, Durchmesser: 1030 mm, Giesser: Antonius Paris, Gussjahr: 1652.
Glocke 3: Name: S. Catrina Schlagton: a´ - 4, Durchmesser: 870 mm, Giesser: Peter und Nikolaus Gomon, Gussjahr: 1631.
Im Jahr 2024 wurde das bestehende dreistimmige Geläute durch ein dreistimmiges Bronzegeläute der Gießerei Rincker, gegossen 1954, aus der entwidmeten Ev. Versöhnungskirche in Hörstel-Riesenbeck ergänzt. Diese Glocken hängen in einem dreifeldrigen Holzkastenstuhl an Holzjochen aus Eiche in der 2. Geschossebene des historischen Holzglockenstuhls unterhalb der Glockenstube.
Glocke 4: Name: Glaube, Schlagton: c´´ - 6, Durchmesser: 770 mm.
Glocke 5: Name: Liebe, Schlagton: d´´ - 8, Durchmesser: 692 mm.
Glocke 6: Name: Hoffnung, Schlagton: f´´ - 5, Durchmesser: 574 mm.
Eine mechanische Kirchturmuhr schlug auf der Glocke Agatha die vollen Stunden, die Uhr wurde aber 1931 außer Betrieb genommen, ihre Überreste befinden sich im Erdgeschoss des Turmes.

## Die Orgel
Die erste Orgel der Gemeinde war im Jahre 1687 von dem Orgelbauer Konrad Winbreucker erbaut worden, sie wurde mit dem Abbruch der Gewölbekirche im Jahr 1836 vernichtet. Mit Einweihung der neuen Kirche im Jahr 1846 wurde auch eine neue Orgel von dem Orgelbauer Carl-August Buchholtz in Berlin gebaut. Diese wurde im Jahr 1972 durch eine Orgel des Orgelbauers Alfred Führer in Wilhelmshaven mit 21 Registern folgender Disposition ersetzt:
Pedal:
Subbaß 16',
Flötenbaß 8',
Pommer 4',
Fagott 16',
Clarine 4',
Tremulant.
I. Manual: Rückpositiv (RP):
Gedackt 8',
Prinzipal 4',
Blockflöte 4,'
Oktave 2',
Quinte 1 1/3,
Sesquialtera 2f.,
Scharff 3f.,
Krummhorn 8'.
II. Manual: Hauptwerk (HW):
Prinzipal 8',
Rohrflöte 8',
Okteve 4',
Spitzflöte 4',
Waldflöte 2',
Mixtur 5f.,
Trompete 8'.
Koppeln:
RP an Pedal,
HW an Pedal,
RP an HW.
Schweller